# 元绛
元绛（1009年—1083年），字厚之，宋朝杭州钱塘县（今浙江省杭州市）人。宋神宗时参知政事。祖籍抚州南城，伯曾祖是唐朝末年割据江西东部的抚州刺史危全讽，曾祖危仔倡避乱迁居杭州，改姓元氏。祖父吴越国丞相元德昭。
宋仁宗天圣八年（1030年）进士。调江宁推官，摄上元令。任间多次查处当地杀人疑案，范仲淹称道其才，得到范仲淹的表荐为知吉州永新县。调楚州淮阴县主簿，授江陵府观察推官。宋仁宗召见，改任秘书省著作佐郎，知通州静海县、海门县。擢升为江西转运判官，知台州。在台州任上，出库钱建房数千，安置遭大水灾而无家可归的流民。他留意民政，善断狱，权三司度支判官。逾年，出为江西转运使。皇祐年间，侬智高据岭南。元绛以直集贤院为广东转运使，建水砦，缮治城，供给军械兵食充足，以功转任工部郎中。历任两浙、河北转运使，召拜盐铁副使。当时百姓多盗贩私盐，制置使建议持私盐二十斤者罚刑。以“海滨之人恃盐以为命，非群盗比也”，改以罚鞭笞就将他们放了。擢升为天章阁待制，知福州，进龙图阁直学士，转任知郓州、广州、越州、荆南府。宋神宗熙宁年间，担任翰林学士、知开封府，拜三司使。熙宁八年（1075年），拜参知政事。元丰二年（1079年），因事罢知亳州、颍州。元丰三年（1080年），加资政殿学士，知青州，留提举中太一宫。元丰四年（1081年），以太子少保致仕。元丰六年（1083年），元绛卒，年七十六岁，赠太子少师，谥章简。苏颂为撰神道碑，王安礼为撰墓志铭。

## 延伸阅读
[在维基数据编辑]
 《宋史·卷343》，出自脱脱《宋史》